# Austrochaperina basipalmata
Espèce
Synonymes
- Chaperina basipalmata Van Kampen, 1906
- Chaperina quatuorlobata Wandolleck, 1911

Statut de conservation UICN

 LC  : Préoccupation mineure
Austrochaperina basipalmata est une espèce d'amphibiens de la famille des Microhylidae.

## Répartition
Cette espèce est endémique de Nouvelle-Guinée. Son aire de répartition s'étend le long de la côté Nord, de chaque côté de la frontière séparant la Nouvelle-Guinée occidentale de la Papouasie-Nouvelle-Guinée,.

## Publications originales
- Van Kampen, 1906 : Amphibien. Résultats de l'expédition scientifique Néerlandaise à la Nouvelle-Guinée en 1903 sous les auspices de Arthur Wichmann, chef de l'expédition. Nova Guinea, vol. 5, p. 163–180 (texte intégral).
- Wandolleck, 1911 "1910" : Die Amphibien und Reptilien der papuanischen Ausbeute Dr. Schlaginhaufens. Abhandlungen und Berichte des Zoologischen und Anthropologisch-Ethnographischen Museums zu Dresden, vol. 13, no 6, p. 1-15 (texte intégral).